# Ежеголовник всплывающий
Ежеголо́вник всплыва́ющий, или Ежеголо́вник просто́й (лат. Sparganium emersum, syn. Spargánium símplex) — многолетнее водное и болотное травянистое растение, вид рода Ежеголовник.

## Ботаническое описание

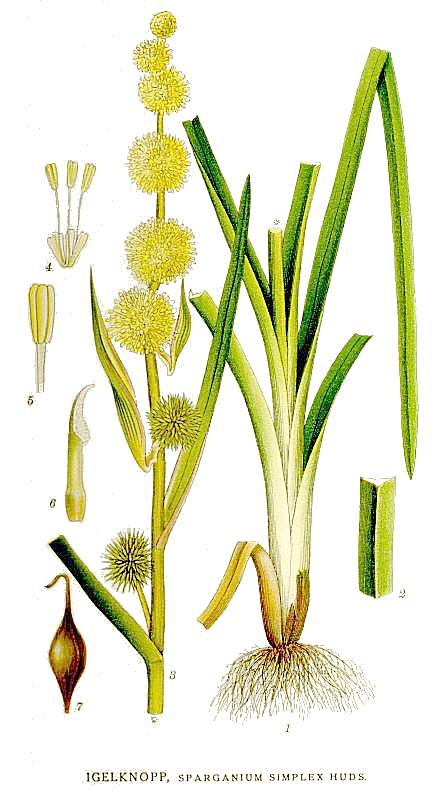

Стебель прямостоячий, реже плавающий, 30—50 см длиной.
Листья очерёдные, линейные, цельные, цельнокрайные, 3—10 мм шириной, снизу с тупым килем, на поперечном срезе — трёхгранные. Жилки тёмные. На глубоких местах водоёмов образует форму с плавающими стеблем и листьями.
Соцветие удлинённое, лишённое нормально развитых листьев, не ветвящееся, состоит из 3—5 сближенных шаровидных головок тычиночных цветков и 4—6 сидячих головок пестичных цветков. Головки из пестичных цветков сидячие (верхние) или на ножках в междоузлиях (нижние). Кроющие листья широкостеблеобъемлющие. Цветки однополые, плавают на поверхности или приподняты над водой. Тычинок три, они длинные; пестик один. Пыльники линейные до 2 мм длиной. Столбики до 3 мм длиной, прямые; рыльце до 2 мм длиной, узколинейное. Цветение в европейской части России в июне — июле.
Плоды 2—3 мм длиной, в совокупности образующие жёсткие, колючие шаровидные головки, — зелёные, позднее коричневые, кверху постепенно заострённые, с перетяжкой посередине, расположены на ножке. Плодоношение в европейской части России в июле — августе.

## Распространение и экология
Ежеголовник всплывающий распространён в Евразии и Северной Америке.
В России встречается часто по всей европейской части.
Растёт по берегам стоячих и медленно текущих вод, в канавах и на мелководье болот. Размножается и распространяется семенами.